# 永見文雄
永見 文雄（ながみ ふみお、1947年4月29日 - ）は、フランス文学者、中央大学名誉教授。ルソーなど18世紀文学が専門。

## 来歴
鳥取県境港市生まれ。1972年東京大学教養学部教養学科フランス科卒、78年同大学院仏文科博士課程中退、74－77年パリ第8大学で学ぶ。東京大学文学部助手、1981年中央大学文学部講師、84年助教授、90年教授。2006-2008年パリ国際大学都市日本館館長。2018年中央大学を定年退職。

## 著書
- 『菩提樹の香り パリ日本館の15カ月』中央大学出版部 2010
- 『ジャン=ジャック・ルソー 自己充足の哲学』勁草書房 2012

### 共編
- 『ルソーと近代 ルソーの回帰・ルソーへの回帰 ジャン=ジャック・ルソー生誕300周年記念国際シンポジウム』三浦信孝,川出良枝共編 風行社 2014

### 翻訳
- ピーター・ゲイ『自由の科学 ヨーロッパ啓蒙思想の社会史』中川久定、鷲見洋一、中川洋子、玉井通和共訳、全2巻）ミネルヴァ書房　1982－86
- ジャン・シャップ・ドートロシュ『シベリア旅行記』17・18世紀大旅行記叢書 岩波書店 1991
- ジャン・ドリュモー『恐怖心の歴史』西沢文昭共訳 新評論 1997
- アベ・プレヴォー『ブリッジの物語』ユートピア旅行記叢書 第11巻 (哲学者たちのユートピア)』岩波書店 1997
- 『ユートピア旅行記叢書 第10巻 (啓蒙の時代初期)』セトス / テラソン 女戦士 / リュスタン・ド・サン=ジョリ 軽薄島の発見 / コワイエ 岩波書店 2000
- ジャン=ジャック・ルソー『政治』川出良枝選 遅塚忠躬共訳 白水社 白水iクラシックス ルソー・コレクション 2012
- ブリュノ・ベルナルディ『ジャン=ジャック・ルソーの政治哲学 一般意志・人民主権・共和国』三浦信孝編 川出良枝,古城毅,王寺賢太共訳 勁草書房 2014

## 論文
- <永見文雄